# 青年民主主义者联盟—匈牙利公民联盟
青年民主主义者联盟－匈牙利公民联盟（匈牙利語：Fidesz - Magyar Polgári Szövetség），簡稱青民盟（Fidesz），是匈牙利的一个右翼至极右翼的民族保守主義、右翼民粹主義政黨。

## 歷史
2010年的匈牙利议会選舉中获得总共386席中的227席，成為匈牙利第一大黨，連同盟友基督教民主人民黨，共取得263席，取得议会三分之二多數的議席。
1998至2002年，2010年至今，该党是匈牙利的執政黨。
2021年3月3日，欧尔班致信欧洲人民党党团领袖曼弗雷德·韦伯，表示青民盟欧洲议会议员退出欧洲人民党。

## 领袖
|   | 圖片 | 名稱            | 任職          | 離職          | 任期     | 備注             |
| - | ---- | --------------- | ------------- | ------------- | -------- | ---------------- |
| 1 |      | 欧尔班·维克托   | 1993年4月18日 | 2000年1月29日 | 6年286天 | 總理：1998－2002 |
| 2 |      | 克韦尔·拉斯洛   | 2000年1月29日 | 2001年5月6日  | 1年97天  |                  |
| 3 |      | 波科尔尼·佐尔坦 | 2001年5月6日  | 2002年7月3日  | 1年58天  |                  |
| 4 |      | 阿戴尔·亚诺什   | 2002年7月3日  | 2003年5月17日 | 318天    |                  |
| 5 |      | 欧尔班·维克托   | 2003年5月17日 | 現任          | 22年79天 | 總理：2010－     |